# Sage Derby
Le Sage Derby est un fromage de Derby aromatisé à la sauge (sage en anglais) et produit dans le comté du Derbyshire en Angleterre qui lui donne son nom.
Le sage derby est un fromage doux au lait de vache, à pâte non cuite  et sans croûte. Il est traditionnellement verdi avec de la sauge hachée ajoutée au caillé avant qu'il ne soit pressé ce qui donne à ce fromage un goût d'herbes et des marbrures vertes caractéristiques. La sauge est parfois remplacée par du jus d'épinard ou de maïs vert et la pâte aromatisée avec de l'extrait de sauge incolore.

## Production
La façon traditionnelle de fabrication du sage derby était de remplir partiellement le moule à fromage de Derby caillé, fraîchement blanchi et salé, puis d'ajouter une pincée de sauge fraîche et encore une autre couche de Derby caillé, blanchi et salé. Le fromage ensuite pressé est laissé s'affiner jusqu'à six mois. Parfois, la couche externe est saupoudrée de sauge pulvérisée.

## Histoire
La production de sage derby commence en Angleterre au XVIIe siècle. Il était initialement fabriqué uniquement pour des festivités comme les moissons ou noël mais il est maintenant disponible toute l'année.